# قراصنة الصومال (فلم)

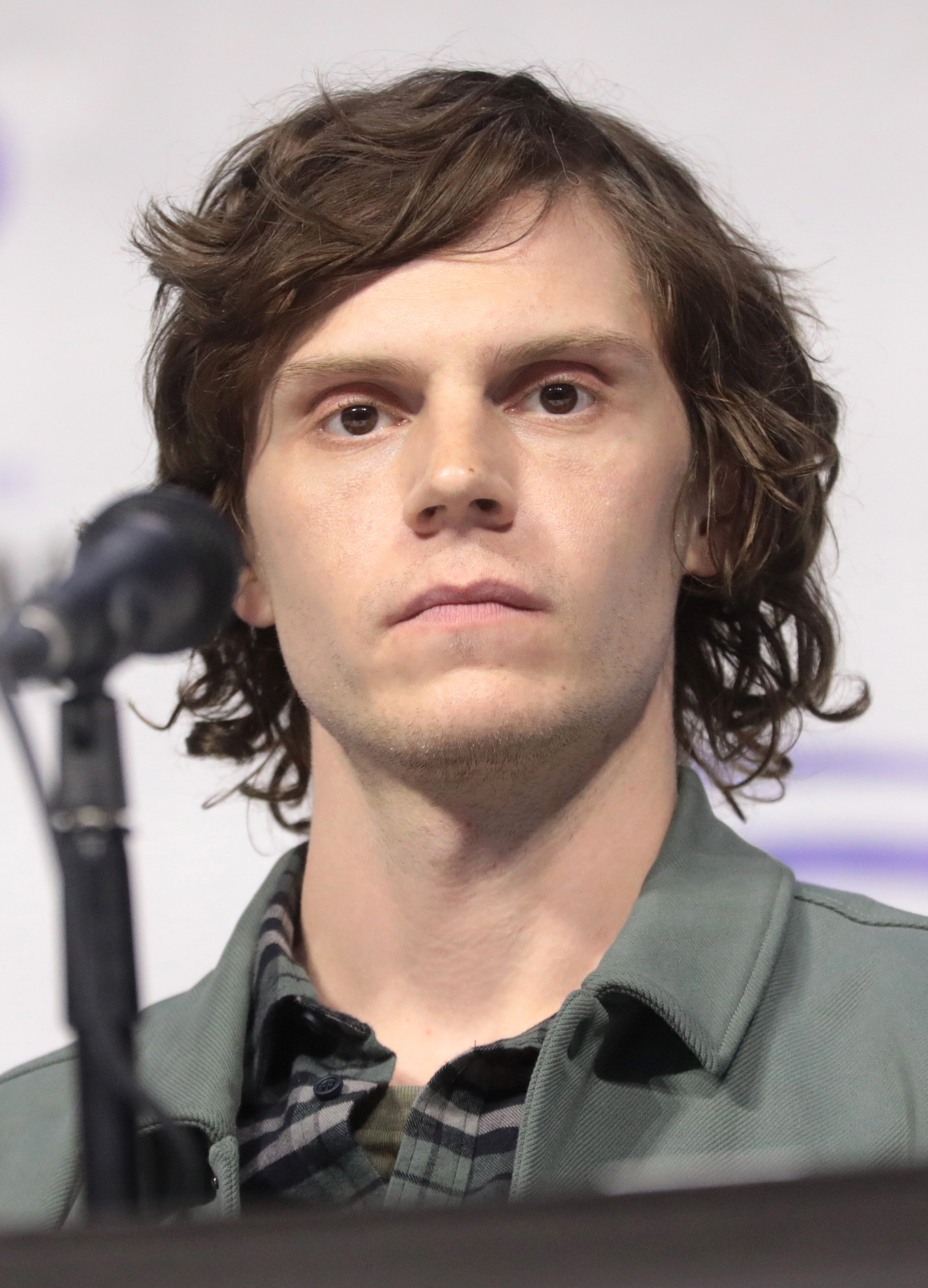
evan peters

قراصنة الصومال (بالإنجليزية: The Pirates of Somalia) هو فيلم دراما تم إنتاجه في الولايات المتحدة وصدر سنة 2017 بطولة أل باتشينو وميلاني جريفيث وبرخد عبدي.

## القصة
في عام 2008 ، شكل الصحفي المبتدئ جاي بهادور خطة نصف مكتملة لدمج نفسه مع قراصنة الصومال. نجح في النهاية في تقديم أول نظرة عن قرب على هؤلاء الرجال ، وكيف يعيشون ، والقوى التي تدفعهم.

## وصلات خارجية
مقالات تستعمل روابط فنية بلا صلة مع ويكي بيانات